# 第一レンタル
第一レンタル株式会社（DAIICHI RENTAL CO.,LTD.）は、富山県南砺市に本社を置く、建設工事現場事務所にユニットハウスや、スポーツ・催事・祭事会場にはテント及びオフィス空間を快適にするオフィス家具・パソコン・コピー機等ICT機器をレンタルサービスとして提供する企業。

2012年からは、富山センター（富山市婦中町萩島）にて、中古家具スーパー、オフィス家具・ICT機器のショールームを開設し、展示型リユース販売を開始。

2018年に開業した、つぼやきいも専門店「銀座つぼやきいも」を運営し、2023年からは、アグリビジネス」さつまいも栽培も行っている。

## 沿革
- 1983年（昭和58年）- 建設仮設機材のレンタル会社として設立
- 1985年（昭和60年）- 下水道関連機材、イベント用品のレンタルを開始
- 1988年（昭和63年）- 第一メンテナンス株式会社を設立
- 1990年（平成2年）- 本社（南砺市高堀）新築移転
- 1992年（平成4年）- 建設現場事務所向け備品及びICT機器のレンタルを開始
- 1994年（平成6年）- オフィス向け備品及びICT機器のレンタルを開始
- 1998年（平成10年） - イベント向けレンタルを拡充のため第一プロデュース事業部を発足し、広告・印刷・出版を開始
- 2005年（平成17年） - 第一メンテナンス株式会社と第一プロデュース事業部を併合し、第一プロデュース株式会社を設立
- 2006年（平成18年） - 第一トラスト株式会社を設立
- 2012年（平成24年） - 広友リース株式会社（現 コーユーレンティア株式会社）と業務提携。富山センター（富山市婦中町萩島）を開設
- 2014年（平成26年） - 一般社団法人 什器・備品レンタル協会（現 一般社団法人 ジャパン・レンタル・アソシエーション）に加盟
- 2018年（平成30年） - 新規事業「銀座つぼやきいも」（東京都中央区銀座7丁目）開業
- 2020年（令和2年） - 富山県南砺市、砺波市と「災害時等におけるレンタル機材の提供に関する協定」を一般社団法人ジャパン・レンタル・アソシエーションとして締結。
- 2022年（令和4年） - 第一プロデュース株式会社を併合、プロデュース事業部となる
- 2023年（令和5年） - 新規事業「アグリビジネス」さつまいも栽培開始。フェーズフリーアクションパートナー登録。

## 事業所一覧
- 本社（富山県南砺市）
- 富山センター（富山県富山市）
- 金沢支店（石川県金沢市）
- 千里整備センター（富山県富山市）
- イベント資材センター（富山県南砺市）
- 砺波ヤード（富山県砺波市）

## 加盟団体
- 一般社団法人ジャパン・レンタル・アソシエーション